# Список ссавців Монтсеррату
Список ссавців Монтсеррату містить перелік видів ссавців, зареєстрованих на території Монтсеррату згідно з відомостями МСОП. У перелік не включено забрідлих і свійських ссавців.

## Умови проживання
Монтсеррат — це вулканічний острів у Карибському морі. Його площа — 104 км². Вздовж узбережжя простягається низовина. Найбільша висота — 915 метрів над рівнем моря. Береги — кам'янисті кручі 10–15 метрів заввишки; печери вздовж берега є прихистком для кажанів. Піщані лагуни рідкісні, утворені невеликими річками. Клімат — субекваторіальний. Практично вся країна вкрита тропічними лісами. На території Монтсеррату живе багато ендемічних видів рослин і тварин, однак з-поміж них нема ссавців.

## Природоохоронні статуси
Із 15 зазначених у таблиці видів 1 — перебуває під загрозою вимирання, 1 є уразливим, для 4 видів даних недостатньо.
Для виділення охоронного статусу кожного виду за оцінками МСОП використовуються такі позначення:
| EN | Endangered     | Види під загрозою вимирання |
| VU | Vulnerable     | Уразливі види               |
| LC | Least Concern  | Найменший ризик             |
| DD | Data Deficient | Даних недостатньо           |

## Список
| Українська назва             | Латинська назва         | Автор таксона              | Статус МСОП | Зображення |
| Ряд: Cetartiodactyla         |                         |                            |             |            |
| Родина: Balaenopteridae      |                         |                            |             |            |
| Смугач Едена                 | Balaenoptera edeni      | Anderson 1878              | DD          |            |
| Родина: Delphinidae          |                         |                            |             |            |
| Стенелла плямиста атлантична | Stenella frontalis      | G. Cuvier, 1829            | DD          |            |
| Родина: Physeteridae         |                         |                            |             |            |
| Когія короткоголова          | Kogia breviceps         | Blainville, 1838           | DD          |            |
| Когія плосконоса             | Kogia sima              | Owen 1866                  | DD          |            |
| Ряд: Chiroptera              |                         |                            |             |            |
| Родина: Molossidae           |                         |                            |             |            |
| Тадарида бразильська         | Tadarida brasiliensis   | Geoffroy 1824              | LC          |            |
| Родина: Natalidae            |                         |                            |             |            |
|                              | Natalus stramineus      | Gray, 1838                 | LC          |            |
| Родина: Noctilionidae        |                         |                            |             |            |
|                              | Noctilio leporinus      | Linnaeus 1758              | LC          |            |
| Родина: Phyllostomidae       |                         |                            |             |            |
|                              | Ardops nichollsi        | Thomas, 1891               | LC          |            |
|                              | Artibeus jamaicensis    | Leach 1821                 | LC          |            |
|                              | Artibeus schwartzi      | Jones, 1978                | DD          |            |
|                              | Brachyphylla cavernarum | Gray, 1834                 | LC          |            |
|                              | Chiroderma improvisum   | R.J Baker & Genoways, 1976 | EN          |            |
|                              | Monophyllus plethodon   | Miller, 1900               | LC          |            |
| Родина: Vespertilionidae     |                         |                            |             |            |
| Нічниця чорна                | Myotis nigricans        | Schinz, 1821               | LC          |            |
| Ряд: Sirenia                 |                         |                            |             |            |
| Родина: Trichechidae         |                         |                            |             |            |
| Ламантин американський       | Trichechus manatus      | Linnaeus, 1758             | VU          |            |